# Adja
Die Adja, auch Aja, sind eine Ethnie von ca. 591.800 Mitgliedern in Benin. Weitere der insgesamt 781.000 Adja leben in Togo (Stand 2014). Der Name der Ethnie stammt möglicherweise von dem Yoruba-Wort aledjo, mit dem Fremde bezeichnet werden.
Die dazugehörige Sprache Aja (auch Aja-Gbe), aus der Gruppe der Gbe-Sprachen ist mit dem Ewe verwandt. Man unterscheidet zwischen den Dialekten Hwégbé (Hwe, Ehoué, Hweda), in Benin Dógbó-Gbé, in Togo Tágóbe. Jedoch wird auch oft der Name des Volksstamms als Bezeichnung der Sprache genannt. Viele Adja sprechen auch Fon.
Im 12. oder 13. Jahrhundert wanderten die Adja von Tado in Togo in den Süden der heutigen Republik Benin ein. Tado ist heute noch ein Pilgerzentrum für die Adja, wo jährlich ein großes Fest stattfindet.
Der Legende nach gab es zuvor das Königreich Ardra im Süden Togos. Im frühen 17. Jahrhundert kam es zu Nachfolgestreitigkeiten zwischen drei Brüdern, die sich dann darauf einigten, das Land zu teilen. Kokpon, der Älteste, erhielt Groß-Ardra oder Allada, ein Fon-Königreich; Do-Aklin (einige sehen in ihm Gangnihessou, der bis ca. 1620 regierte, andere den 1620 bis 1645 regierenden Dakodonu) erhob 1615 Abomey zur Königsstadt seines Königreichs Dahomey, und Te-Agdanlin residierte fortan in Ajatche das Reich Klein-Ardra oder Aja.
In einer frühen Phase des transatlantischen Sklavenhandels wurden viele Adja nach Nordamerika verschleppt.
Die Adja im Königreich Dahomey vermischten sich mit den Fon (mit denen sie möglicherweise gemeinsame Wurzeln haben) und herrschten bis zur Eroberung des Königreichs durch die Franzosen 1893.
Wegen Landmangel wanderten viele Adja aus, so nach Ghana, Nigeria und Gabun, wo es größere Adja-Kolonien in den Großstädten gibt.